# Jonathan Carl Zenker
Jonathan Carl (Karl) Zenker (1799 - 1837) foi um botânico alemão .
Com David Nathaniel Friedrich Dietrich (1800-1888) publicou Musci Thuringici (1821-1823).
O gênero Zenkeria Rchb., da família Bignoniaceae foi nomeado em sua honra.